# Staré hliniště
Staré hliniště je přírodní památka zhruba 2,5 kilometru severně od města Krnov v okrese Bruntál v Moravskoslezském kraji. Důvodem ochrany je zachování ohrožených druhů rostlin a živočichů. Starým hliništěm také vede naučná stezka Staré hliniště.